# Marc Coppey
Marc Coppey est un violoncelliste français, né le 18 septembre 1969 à Strasbourg. Il joue un violoncelle réalisé par Matteo Goffriller en 1711.

## Biographie
Marc Coppey est né à Strasbourg le 18 septembre 1969.
Formé au Conservatoire de sa ville natale, il entre en 1984 au Conservatoire national supérieur de musique de Paris, où il est élève en violoncelle de Philippe Muller, et étudie au lycée Racine,. En 1987, il est lauréat d'un 1er prix au Conservatoire et obtient la même année un 1er prix au Concours international des jeunes solistes de Douai.
Il fait partie de l'Orchestre des jeunes de la Communauté européenne, sous la direction de Claudio Abbado, et se distingue en 1988 en étant lauréat du Concours international de Florence et du Concours Parisot-Starker au Brésil, et en remportant à 18 ans les deux plus hautes récompenses du Concours international Jean-Sébastien-Bach de Leipzig, le prix spécial de la meilleure interprétation de Bach et le premier prix,.  
Marc Coppey se perfectionne avec János Starker à l'université de l'Indiana à Bloomington (États-Unis) et reçoit des conseils de Paul Tortelier, Mstislav Rostropovitch et Yehudi Menuhin.  
Avec ce dernier et Victoria Postnikova, il fait alors ses débuts à Moscou puis à Paris dans le trio de Tchaïkovski à l'occasion d'un concert filmé par Bruno Monsaingeon. Rostropovitch l’invite au Festival d’Évian et, dès lors, sa carrière de soliste prend son essor. Il se produit sous la direction d'Emmanuel Krivine, Rafael Frühbeck de Burgos, Michel Plasson, Jean-Claude Casadesus, Theodor Guschlbauer, John Nelson, Raymond Leppard, Erich Bergel, Philippe Bender, Alan Gilbert, Lionel Bringuier, Paul McCreesh, Yutaka Sado, Kirill Karabits ou Asher Fisch.
En parallèle de sa carrière de soliste, Marc Coppey est un chambriste reconnu. Il fait notamment partie du Quatuor Ysaÿe entre 1995 et 2000.
Il est aussi le directeur musical du  Festival de Pâques de Colmar et de la Saline Royale Academy à Arc-et-Senans, ainsi que directeur artistique depuis 2011 des Solistes de Zagreb,.
Il joue sur un violoncelle de Goffredo Cappa (1697) puis sur un Matteo Goffriller (1711),.
Comme interprète, il est le créateur de plusieurs œuvres, de Michael Jarrell (Nachlese II pour violon et violoncelle, 2007), Jacques Lenot, Marc Monnet (Concerto pour violoncelle, 2010), Thierry Pécou (Soleil-Tigre, 2010), Michèle Reverdy (Cinq Pièces pour violoncelle, 2005) et Éric Tanguy (Concerto pour violoncelle no 1, 1995), notamment.
Marc Coppey est professeur au Conservatoire national supérieur de musique et de danse de Paris depuis 2005 et donne des masterclasses dans le monde entier.